# Lena Brundin
Lena Ester Ann-Marie Brundin, senare Crafoord, född 4 juni 1937 i Herrljunga, är en svensk skådespelare.
Lena Brundin antogs som elev vid Malmö stadsteaters elevskola 1957.
Brundin gifte sig 1967 med violinisten Gert Crafoord (1929–2018).

## Filmografi
- 1962 – Dagboken – scener ur tre böcker
- 1963 – Barnvagnen
- 1963 – Sten Stensson kommer tillbaka
- 1963 – Fadersskolan
- 1966 – Nattlek
- 1967 – Gesang vom lusitanischen Popanz
- 1969 – Livet är en trumma säger pappa
- 1970 – Longina (kortfilm)
- 1972 – Magnetisören
- 1979 – Selambs (TV-serie)
- 1981 – Kallocain (TV-serie)

## Teater

### Roller
| År   | Roll        | Produktion                                                     | Regi                 | Teater            |
| ---- | ----------- | -------------------------------------------------------------- | -------------------- | ----------------- |
| 1959 | Mrs Bradman | Min fru går igen Noël Coward                                   | Frank Sundström      | Malmö stadsteater |
| 1962 |             | Tolvskillingsoperan Bertolt Brecht och Kurt Weill              | Gösta Folke          | Malmö stadsteater |
| 1964 |             | Bernardas hus (La casa de Bernarda Alba) Federico García Lorca | Eva Sköld            | Malmö stadsteater |
| 1964 |             | Mästerdetektiven Blomkvist på nya äventyr Astrid Lindgren      | Jan Lewin            | Malmö stadsteater |
| 1965 |             | Kvartetten som sprängdes Birger Sjöberg                        | Josef Halfen         | Malmö stadsteater |
| 1965 |             | Djävulens följe (The Devils) John Whiting                      | Lennart Olsson       | Malmö stadsteater |
| 1966 |             | Omaka par Neil Simon                                           | Stig Ossian Eriksson | Intiman           |
| 1969 |             | Snark Spike Milligan                                           | Thor Zackrisson      | Maximteatern      |
| 1970 |             | Inte just nu, älskling Ray Cooney och John Chapman             | Hasse Ekman          | Intiman           |
| 1971 |             | Upp i smöret Terence Frisby                                    | Isa Quensel          | Intiman           |
| 1980 | Mary Tyrone | Lång dags färd mot natt Eugene O'Neill                         | Karl Ragnar Gierow   | Folkan            |
| 1982 | Steffy      | Hollywood nästa Neil Simon                                     | Herman Ahlsell       | Lisebergsteatern  |
| 1983 |             | Kar de Mummas sommarnöje Kar de Mumma                          |                      | Komediteatern     |

## Radioteater

### Roller
| År   | Roll                        | Produktion                              | Regi           |
| ---- | --------------------------- | --------------------------------------- | -------------- |
| 1965 | Birgitta Larsson, lärarinna | Den försvunne disponenten Folke Mellvig | Lennart Olsson |